# Amos Glacier
Amos Glacier är en glaciär i Antarktis. Den ligger i Östantarktis. Nya Zeeland gör anspråk på området. Amos Glacier ligger 974 meter över havet.
Terrängen runt Amos Glacier är varierad. Trakten är obefolkad. Det finns inga samhällen i närheten. 